# 1980년 동계 올림픽 불가리아 선수단
불가리아는 미국 레이크플래시드에서 열린 1980년 동계 올림픽에 참가했다.

## 메달리스트

### 동메달
- 이반 레바노프[1] — 크로스컨트리, 30km

## 참조
- 올림픽 공식 결과 보관됨 2012-02-04 - 웨이백 머신